# Lindy Remigino
Lindy John Remigino (New York, 3 giugno 1931 – Newington, 11 luglio 2018) è stato un velocista statunitense, vincitore di due medaglie d'oro olimpiche ad Helsinki 1952 nei 100 metri piani e nella staffetta 4×100 metri.

## Palmarès
| Anno | Manifestazione  | Sede     | Evento      | Risultato | Prestazione | Note |
| ---- | --------------- | -------- | ----------- | --------- | ----------- | ---- |
| 1952 | Giochi olimpici | Helsinki | 100 m piani | Oro       | 10"4        |      |
| 1952 | Giochi olimpici | Helsinki | 4×100 m     | Oro       | 40"1        |      |